# Боген (Кызылординская область)
Боген (каз. Бөген) — село в Аральском районе Кызылординской области Казахстана. Административный центр Богенского сельского округа. Находится примерно в 81 км к юго-западу от районного центра, города Аральска. Код КАТО — 433235100.

## Население
В 1999 году население села составляло 944 человека (488 мужчин и 456 женщин). По данным переписи 2009 года в селе проживали 984 человека (525 мужчин и 459 женщин).

## Уроженцы Герои Социалистического Труда
- Тулеген Алимбетов (1926—2002) — Герой Социалистического Труда.